# Леонтий Гревенски
Леонтий (на гръцки: Λεόντιος) е православен духовник, митрополит на Охридската архиепископия от втората половина на XVI век.

## Биография
Според „Еко д'Ориан“ Леонтий е споменат като гревенски митрополит в едно „писмо на Софроний до константинополския патриарх“ след 1566 година.